# Volant (vstupní zařízení)

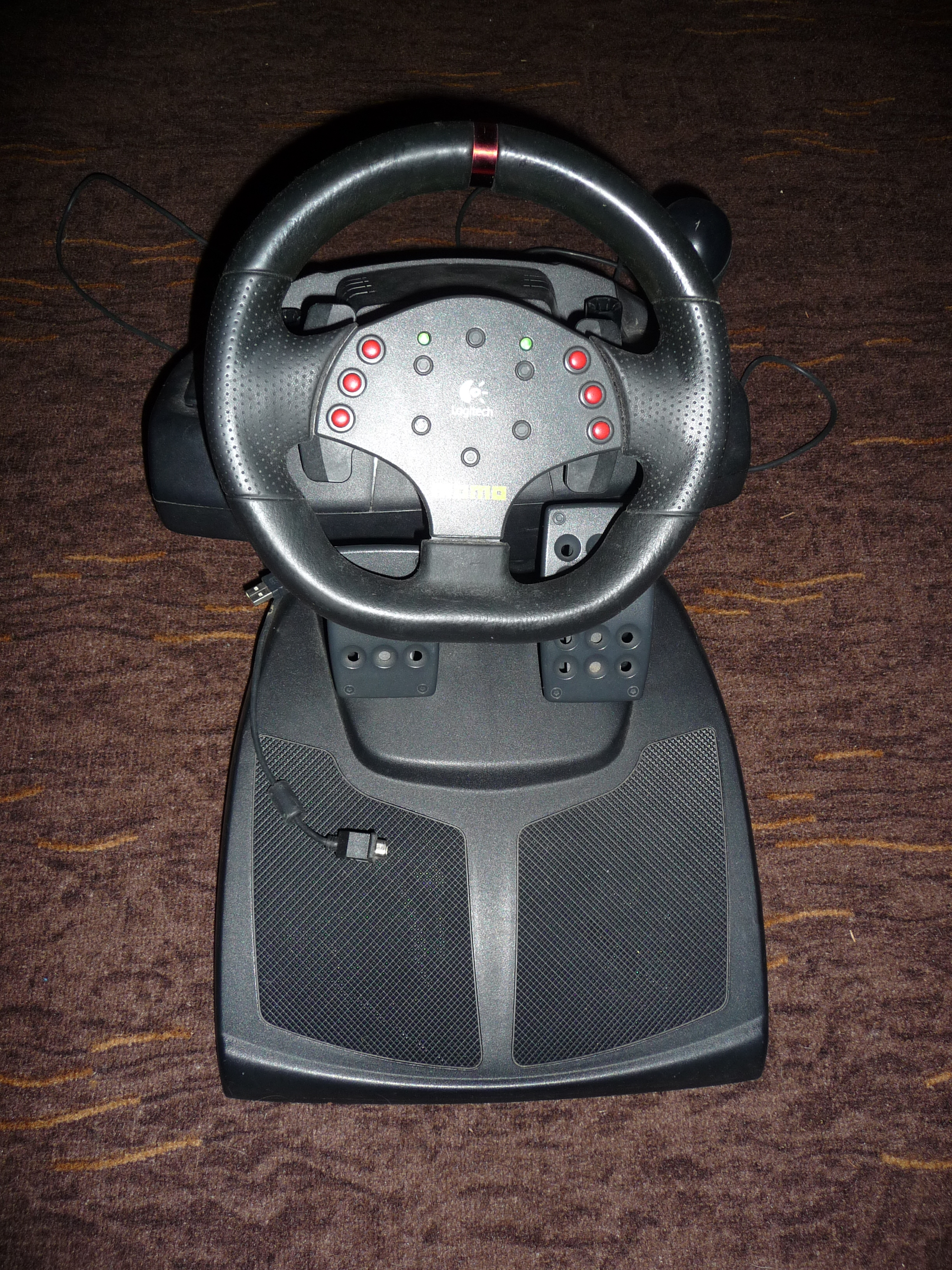
Volant od firmy Logitech.

Volant je vstupní zařízení k počítačům, herním konzolím, závodním simulátorům a herním automatům, které představuje opravdový volant závodního či osobního automobilu a snaží se co nejvěrohodněji přiblížit skutečné jízdě.

## Hlavní součásti
Hlavní součástí je samotný volant který je menšího průměru než v automobilu a je buď plastový nebo potažený umělou koženkou. Volant je připevněn na stanici která je většinou plastové konstrukce s kovovými vnitřními komponenty (hřídel, ozubená kola), ve které je veškeré ovládání volantu. Ve stanici se nachází potenciometr, který je nejdůležitější součást, která převádí mechanickou sílu na signál. Signál může být přímo digitální, což využívá například Microsoft, nebo analogový s převodníkem, který používá většina výrobců. Celá stanice se připevňuje na stůl pomocí přísavek, nebo pomocí svorek, nebo jsou i varianty především ke konzolím, kde se volant pokládá na klín. Volant je dnes běžně dodáván s pedály, které mohou být dva (brzda, plyn) nebo i tři pokud mají spojku. Pedály se dělají s mechanickým odporem, aby byl věrohodnější chod, pokládají se na zem aby bylo rozložení komponent stejné jako ve skutečnosti. Dále sada většinou obsahuje řazení pod volantem tzv. „pádla“, nebo je zde řadicí páka, která obvykle řadí jen sekvenčně (jen od sebe a k sobě) nebo některé dražší a modernější modely volantů jako například nejnovější modely firmy Logitech, které mají klasickou plnohodnotnou řadicí páku stylu H s možností přepnutí i na sekvenční řazení a vyrobenou samostatně pro volné rozložení u herního zařízení. Ovládání pak většinou dále doplňuje několik tlačítek, které se dají využít pro další ovládání ve hrách a v jiných aplikacích. Připojení je v dnešní době řešeno pomocí USB s tím, že je u některých zařízení vyřešena kompatibilita, kdy je možno volant požít jak pro PC tak třeba pro konzole PlayStation a Xbox. Dříve se využíval Gameport, ale v dnešní době už jej výrobci nedávají na základní desky.

## Zpětná vazba
V poslední době jsou již všechny volanty doplněny funkcí „vibration feedback“, což je vibrační zpětná vazba, která vibruje do rukou, jedete-li například po nerovném povrchu. Tyto vibrace jsou produkovány pomocí elektromotorů a napomáhají reálnějšímu požitku. Některé jsou doplněny funkcí „force feedback“, kdy volant vrací mechanickou zpětnou vazbu vůči jízdě. Force feedback poprvé představila firma Microsoft a v dnešní době je hojně používán. Existuje více variací, kde zpětná vazba jen zvyšuje odpor točení volantem, například při nárazu se volant zasekne a podobně a další variace, kdy volant přímo přetáčí na druhou stranu, toho je dnes docíleno použitím silných elektromotorů, které se o tuto zpětnou vazbu starají a simulují tak nejreálněji odezvu při řízení. Zpětná vazba je z elektromotorů na volant přenášena pomocí ozubených kol, nebo je dnes využíváno i gumových ozubených řemenů.

## Simulátory
Volant může být dále použit pro plnohodnotné využití v simulátorech, kdy se připevňuje na speciální rám se sportovní sedačkou a obrazovkou. Tento rám je pak pomocí vzduchové či hydraulické techniky ovládán a naklápěn pro přesnou simulaci jízdy. Můžete si je pořídit i domů, ale takovéto profesionální simulátory pak dosahují částky stovek tisíc korun. Tyto simulátory pak spíš využívají například piloti Formule 1 a jezdci Rallye, kteří si vyzkouší a procvičí tratě. Dále jsou pak používány například na předváděcích akcích počítačových firem při předvádění nových komponent, kdy si můžete simulátor vyzkoušet.

## Srovnání produktů
| Výrobce                              | Produkt                                           | Max Rotace (stupně) | FFB* | Spojka    | Řazení                    | Snímač Brzd                           | Typ Pedálů    |
| Atomic                               | Lamborghini Gallardo Evo Racing Wheel             | 270                 | Ne   | Ne        | Pádla                     | Potenciometr                          | Stálé         |
| Logitech                             | G920                                              | 900                 | Ano  | Ano       | Pádla, H-shift            | Potenciometr                          | Stálé         |
| Logitech                             | G29                                               | 900                 | Ano  | Ano       | Pádla, H-shift            | Potenciometr                          | Stálé         |
| Logitech                             | G27                                               | 900                 | Ano  | Ano       | Pádla, H-shift            | Potenciometr                          | Stálé         |
| Logitech                             | G25                                               | 900                 | Ano  | Ano       | Pádla, H-shift, Sekvenční | Potenciometr                          | Stálé         |
| Logitech                             | MOMO Racing Force                                 | 240                 | Ano  | Ne        | Pádla, Sekvenční          | Potenciometr                          | Stálé         |
| Logitech                             | Driving Force Pro                                 | 900                 | Ano  | Ne        | Pádla, Sekvenční          | Potenciometr                          | Stálé         |
| Logitech                             | Driving Force GT                                  | 900                 | Ano  | Ne        | Pádla, Sekvenční          | Potenciometr                          | Stálé         |
| Logitech                             | MOMO Force (Red MOMO)                             | 270                 | Ano  | Ne        | Pádla                     | Potenciometr                          | Stálé         |
| Logitech                             | Formula Force                                     | 180                 | Ano  | Ne        | Pádla                     | Potenciometr                          | Stálé         |
| Logitech                             | Driving Force EX                                  | 180                 | Ano  | Ne        | Pádla                     | Potenciometr                          | Stálé         |
| Thrustmaster                         | Ferrari Wireless Gt F430 Scuderia Edition Cockpit | 270                 | Ne   | Ne        | Pádla                     | Potenciometr                          | Stálé         |
| Thrustmaster                         | Ferrari 458 Italia                                | 270                 | Ano  | Ne        | Pádla                     | Potenciometr                          | Stálé         |
| Thrustmaster                         | Ferrari F430                                      | 270                 | Ano  | Ne        | Pádla                     | Potenciometr                          | Stálé         |
| Thrustmaster                         | RGT FFB Spojka 1                                  | 270                 | Ano  | Ano       | Pádla, Sekvenční          | Potenciometr                          | Stálé         |
| Thrustmaster                         | Ferrari GT 3-in-1                                 | 180                 | Ne   | Ne        | Pádla                     | Potenciometr                          | Stálé         |
| Thrustmaster                         | FGT 2-in-1 Force Feedback                         | 180                 | Ano  | Ne        | Pádla                     | Potenciometr                          | Stálé         |
| Thrustmaster                         | T150                                              | 1080                | Ano  | Ne        | Pádla                     | Potenciometr                          | Stálé         |
| Thrustmaster                         | T300 RS                                           | 1080                | Ano  | Ano       | Pádla                     | Potenciometr                          | Stálé         |
| Thrustmaster                         | T500 RS                                           | 1080                | Ano  | Ano       | Pádla                     | Potenciometr                          | Stálé/Závěsný |
| Saitek                               | R660GT                                            | 180                 | Ano  | Ne        | Pádla, Sekvenční          | Potenciometr                          | Závěsný       |
| Microsoft                            | Sidewinder Precision Racing Wheel                 | 240                 | Ne   | Ne        | Pádla                     | Potenciometr                          | Stálé         |
| Microsoft                            | Sidewinder Force Feedback Wheel                   | 240                 | Ano  | Ne        | Pádla                     | Potenciometr                          | Stálé         |
| Microsoft                            | Xbox 360 Wireless Racing Wheel                    | 270                 | Ano  | Ne        | Pádla                     | Potenciometr                          | Stálé         |
| Fanatec                              | Le Mans SE                                        | ?                   | Ano  | Ne        | Pádla                     | Potenciometr                          | Stálé         |
| Fanatec                              | Speedster 2                                       | ?                   | Ano  | Ne        | Pádla                     | Potenciometr                          | Stálé         |
| Fanatec                              | Speedster 3                                       | ?                   | Ano  | Ne        | Pádla                     | Potenciometr                          | Stálé         |
| Fanatec 2                            | Porsche 911 Carrera Wheel                         | 900                 | Ano  | Ano       | Pádla, H-Shift            | N/A                                   | Stálé         |
| Fanatec 2                            | Porsche 911 Turbo S Wheel                         | 900                 | Ano  | N/A       | Pádla                     | N/A                                   | N/A           |
| Fanatec 2                            | Porsche 911 GT3 RS Wheel                          | 900                 | Ano  | N/A       | Pádla                     | N/A                                   | N/A           |
| Fanatec 2                            | Porsche 911 GT2 Wheel                             | 900                 | Ano  | N/A       | Pádla                     | N/A                                   | N/A           |
| Fanatec 2                            | Forza Motorsport CSR Elite Wheel                  | 900                 | Ano  | N/A       | Pádla                     | N/A                                   | N/A           |
| Fanatec 2                            | Forza Motorsport CSR Wheel                        | 900                 | Ano  | N/A       | Pádla                     | N/A                                   | N/A           |
| Fanatec 2                            | ClubSport Wheel                                   | 900                 | Ano  | N/A       | Pádla                     | N/A                                   | N/A           |
| Fanatec 2                            | Standard Pedals                                   | N/A                 | N/A  | Ano       | N/A                       | Potenciometr                          | Stálé         |
| Fanatec 2                            | CSR Pedals                                        | N/A                 | N/A  | Ano       | N/A                       | Potenciometr                          | Stálé/Závěsný |
| Fanatec 2                            | CSR Elite Pedals                                  | N/A                 | N/A  | Ano       | N/A                       | Load Cell                             | Stálé/Závěsný |
| Fanatec 2                            | ClubSport Pedals                                  | N/A                 | N/A  | Ano       | N/A                       | Load Cell                             | Stálé         |
| Fanatec 2                            | Porsche Řazení                                    | N/A                 | N/A  | N/A       | H-shift, Sekvenční        | N/A                                   | N/A           |
| Fanatec 2                            | CSR Řazení                                        | N/A                 | N/A  | N/A       | H-shift, Sekvenční        | N/A                                   | N/A           |
| Frex                                 | Simwheel 3                                        | 1080                | Ano  | N/A       | N/A                       | N/A                                   | N/A           |
| Frex                                 | Sim2Pedal                                         | N/A                 | N/A  | Ne        | N/A                       | Hydraulické w/ Load Cell (HydroBrake) | Volitelný     |
| Frex                                 | Sim3Pedal                                         | N/A                 | N/A  | Ano       | N/A                       | Hydraulické w/ Load Cell (HydroBrake) | Volitelný     |
| Frex                                 | HShift+                                           | N/A                 | N/A  | N/A       | H-shift                   | N/A                                   | N/A           |
| Frex                                 | Shift+                                            | N/A                 | N/A  | N/A       | Sekvenční                 | N/A                                   | N/A           |
| ECCI                                 | Trackstar 6000 Series Wheel/Pedals                | 270                 | Ne   | Volitelný | Pádla                     | "Tlaková Modulace"                    | Stálé         |
| ECCI                                 | Trackstar 7000 Force Feedback                     | 900                 | N/A  | N/A       | N/A                       | N/A                                   | N/A           |
| Thomas SuperWheel                    | TSW Wheels, Pedals                                | 720                 | Ne   | Volitelný | Pádla, Sekvenční          | Load Cell Volitelný                   | Stálé         |
| A1                                   | A1 GT Pedals                                      | N/A                 | N/A  | Ano       | N/A                       | Potenciometr                          | Stálé         |
| A1                                   | A1 Pro Pedals                                     | N/A                 | N/A  | Ano       | N/A                       | Load Cell                             | Volitelný     |
| A1                                   | GearBox                                           | N/A                 | N/A  | N/A       | H-Shift                   | N/A                                   | N/A           |
| A1                                   | A1 GT Wheel                                       | 500                 | Ne   | N/A       | Pádla                     | N/A                                   | N/A           |
| Act Labs                             | RS Řazení                                         | N/A                 | N/A  | N/A       | H-shift                   | N/A                                   | N/A           |
| Act Labs                             | RS Pedals                                         | N/A                 | N/A  | Ano       | N/A                       | Potenciometr                          | Stálé         |
| Act Labs                             | RS Force Wheel                                    | 270                 | Ano  | Ne        | Pádla                     | Potenciometr                          | Stálé         |
| BRD                                  | Sim Pro Wheel, Speed7 Pedals                      | 290                 | Ano  | Volitelný | Pádla                     | Potenciometr                          | Stálé         |
| VPP                                  | Wheel, Hyperreal Pedals                           | 270                 | Ano  | Volitelný | Pádla                     | Potenciometr                          | Stálé         |
| CST (Cannen Simulation Technelogies) | Pedals                                            | N/A                 | N/A  | Volitelný | N/A                       | "Snímač Tlaku"                        | Závěsný       |
| Redline                              | Pedals                                            | N/A                 | N/A  | Volitelný | N/A                       | Potenciometr                          | Závěsný       |
| REVZALOT                             | P36 Pedals                                        | N/A                 | N/A  | Ano       | N/A                       | Load Cell                             | Stálé         |
| Defender                             | Extreme Turbo (PRO)                               | 180                 | Ano  | Ne        | Sekvenční                 | N/A                                   | Stálé         |